# Kanton Beaucourt
Beaucourt war bis 2015 ein französischer Wahlkreis im Département Territoire de Belfort in der Region Franche-Comté. Er umfasste sechs Gemeinden, die alle – bis 1967/70 – zum Kanton Delle gehörten; Hauptort war Beaucourt. Vertreter im conseil général des Départements war zuletzt von 2001 bis 2015 Cédric Perrin.

## Gemeinden
- Beaucourt
- Croix
- Fêche-l’Église
- Montbouton
- Saint-Dizier-l’Évêque
- Villars-le-Sec